# 1947 în artă
← 1944 în artă — 1945 în artă — 1946 în artă ——  1947 în artă  —— 1948 în artă — 1949 în artă — 1950 în artă →
1947 în artă implică o serie de evenimente:

## Evenimente

### Evenimente artistice oriunde

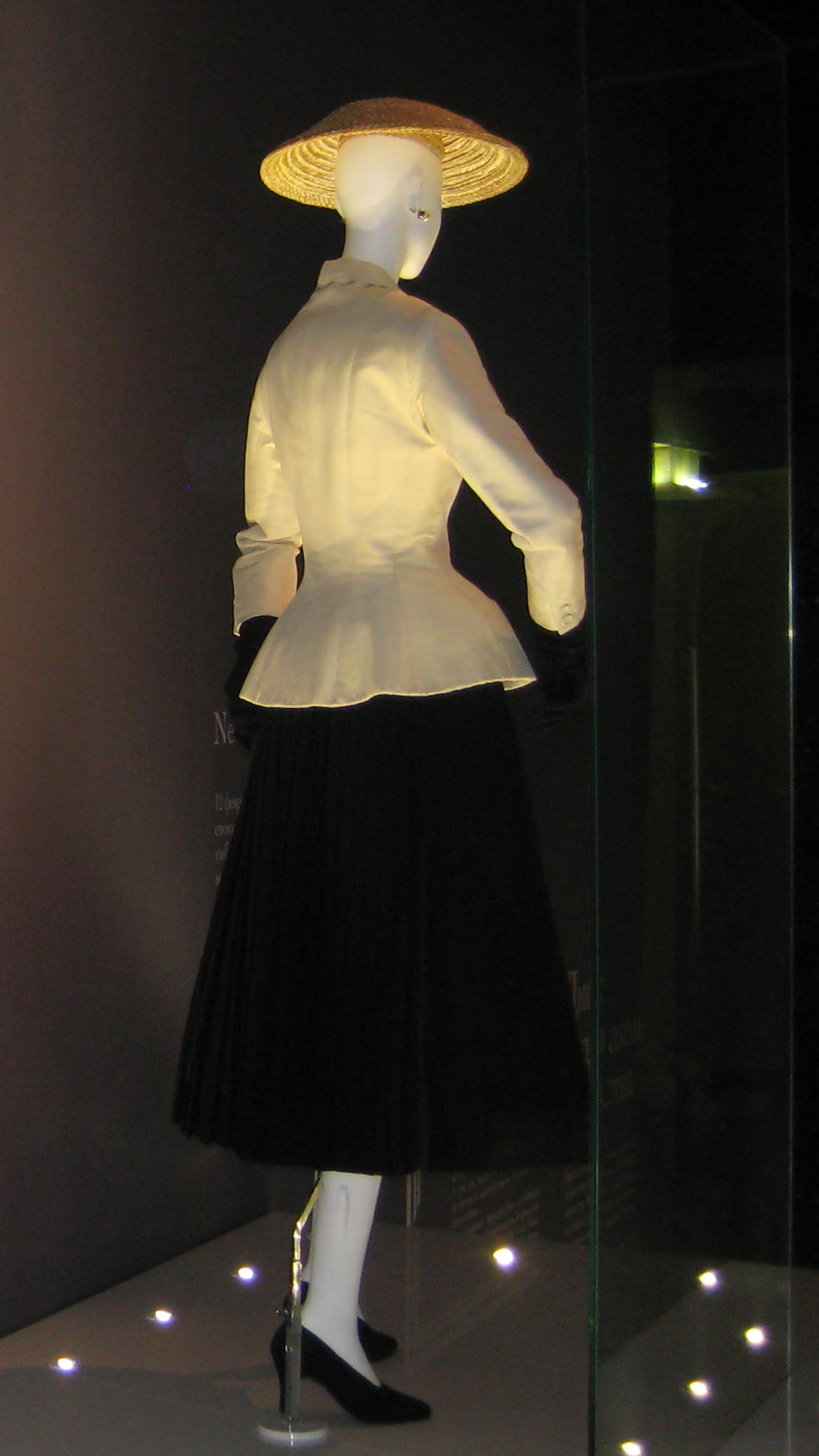
Unul din costumele seriei de toamnă 1947, a companiei Christian Dior, într-o expoziție a companiei la Moscova, în 2011.

- 14 ianuarie – Cea de-a patra expoziție personală a lui Jackson Pollock se deschide în Daylight Gallery a lui Peggy Guggenheim din galeria The Art of This Century din Manhattan. Ulterior, spre sfârșitul anului, Peggy Guggenheim închide galeria, iar Pollock produce prima sa lucrare din seria Drip Paintings - Pictură care picură (seria care i-a adus artistului american aprecieri internaționale) în localitatea numită The Springs, din East Hampton, statul  New York.
- 12 februarie – Christian Dior introduce prima sa serie de modă de toamnă, în moda feminină, numită The "New Look", într-o paradă a modei ce a avut loc în Paris.
- 2 octombrie – Muzeul de artă din São Paulo este deschis publicului în Brazilia.

- Întors în Italia, Lucio Fontana, împreună cu un grup de artiști plastici italieni, lansează Primo Manifesto dello Spazialismo – Primul manifest al spațialismului. Autori acestuia sunt Fontana, Beniamino Joppolo, Giorgio Kaisserlian și Milena Milani.  În anii ulteriori, vor urma și alte manifeste spațialiste.

## Premii
- Archibald Prize — William Dargie – Sir Marcus Clark, KBE

## Lucrări
- Aristide Berto Cianfarani – Statue of John V. Power – Statuia lui John V. Power
- Paul Delvaux – The Great Sirens – Marile sirene
- Sir Russell Drysdale – Sofala
- M. C. Escher
  - Another World — O altă lume (xilogravură)
  - Crystal (mezzotinto)
  - Up and Down (litografie)
- Alberto Giacometti
  - Man Pointing – Om indicând cu mâna (sculptură) — Două copii ale originalului, turnate în bronz, se află la MoMA, din New York City,  Statele Unite ale Americii, și la Tate, din Londra,  Anglia.
  - Man Walking – Om mergând (sculptură)
  - Hand – Mână (sculptură)

## Decese
- 2 mai – Pictorul german Adolf Erbslöh decedează în Irschenhausen (n. 27 mai 1881, New York City)[1]. Împreună cu Marianne von Werefkin și  Alexej von Jawlensky, cei trei au creat, în 1909, Noua asociație a artiștilor din München – Die Neue Künstlervereinigung München (N.K.V.M.) un grup artistic expresionist, un grup continuator al grupului de artiști vizuali, timpuriu  expresionist, Der Blaue Reiter.

## Galerie (lucrări din 1947)
- Lucrări reprezentative